# Canal Messier
El canal Messier es un fiordo situado en el océano Pacífico en la región austral de Chile, al sur del golfo de Penas. Es uno de los canales patagónicos principales, longitudinales, de la Patagonia chilena. Llamado así en memoria del astrónomo francés Charles Messier.
Administrativamente pertenece a la provincia Capitán Prat de la Región de Aysén.
Desde hace aproximadamente 6000 años sus costas fueron habitadas por indígenas cazadores recolectores. En el último milenio vivieron allí los kawésqar, hoy casi desaparecidos como pueblo a causa de la aculturación y el genocidio causado por los colonizadores.

## Recorrido
Mapa del canal
El canal corre entre la costa continental de la Patagonia chilena y la costa oriental de la parte norte del archipiélago Wellington. Comienza en la parte sur de la bahía Tarn en 47°49′S 74°46′O / -47.817, -74.767 y termina donde se inicia la Angostura Inglesa en 48°56′S 74°26′O / -48.933, -74.433. Su dirección general es norte sur y su largo es de 72 millas.

## Geografía
Sus costas son montañosas por ambos lados y sus cumbres se cubren de nieve en el invierno. Existen varios fondeaderos seguros para todo tipo de naves. Es completamente limpio para la navegación comercial, la verdadera dificultad para el navegante consiste en las permanentes lluvias, cerrazones y temporales que lo afectan en toda su extensión.
Las corrientes de marea son débiles y regulares durando 6¼ horas en cada dirección, norte o sur.

## Descripción costa este

### Seno Baker
El seno Baker está situado en el océano Pacífico en la región austral de Chile; es un gran brazo de mar que se abre en la parte NE del canal Messier y en el ángulo SE de la bahía Tarn internándose en el continente por aproximadamente 67 nmi.
Su boca tiene 15 nmi de ancho entre las penínsulas Larenas por el norte y Swett por el sur. En el centro de la boca se encuentran las islas Baker compuestas por tres islas grandes y varias pequeñas. En el seno hay numerosas islas de distintos portes que lo subdividen en varios canales. Los dos más importantes son el canal Martínez y el canal Baker que corren casi paralelos en dirección general E y ESE, respectivamente, internándose ambos aproximadamente 60 millas en el continente.
Administrativamente pertenece a la provincia Capitán Prat de la Región de Aysén. En su ribera noreste se encuentra caleta Tortel uno de los cuatro puntos habitados del área de los canales patagónicos.

### Islas Baker
Las islas Baker  son unas islas que están situadas en el océano Pacífico en la región austral de Chile, en el centro de la entrada al seno Baker.
El grupo está formado por tres islas grandes y varias pequeñas. Las islas mayores son las siguientes: Zealous, Porcia y Orlebar, entre las pequeñas están Sombrero, Scout, Tito, Scylla y Alert.

### Puerto Island
Se encuentra en la península Swett sobre la costa oriental del canal Messier. Tiene las coordenadas 48°04′S 74°38′O / -48.067, -74.633. Existe plano del puerto en la cartas de navegación de la zona.
Es una ensenada pequeña, abrigada y con buen tenedero. Al fondo de ella hay una gran cascada donde los buques menores pueden hacer aguada acoderándose a los árboles o a una boya que existe para tal efecto.
En el puerto también se encuentra abundante leña y en ciertas ocasiones muchos peces. No se recomienda cuando sopla fuerte el viento del NE.

### Isla Van der Meulen
Mapa de la isla
Ubicada en el lado este del canal Messier, tiene 14 millas de largo en el eje N-S y 7 millas de ancho.
Está separada del continente por canales sin nombre aún no explorados. El estero Van der Meulen casi la corta en dos. En el medio de la isla hay un cerro de 1076 metros de altura y en su lado occidental otro de 944 metros.

### Isla Farquhar
Mapa de la isla
Ubicada en el lado oriental del canal Messier, tiene forma casi triangular. Su lado más largo tiene 11 millas y los otros 10 millas.
Por el lado NE de la isla corre el estero Caldcleugh y por el lado SE el canal Farquhar. En la costa oeste se abre la caleta Connor. En el vértice este existe un cerro de 1280 metros de alto.

### Caleta Connor
Mapa de la caleta
Se encuentra sobre la costa occidental de isla Farquhar. Tiene las coordenadas 48°31′S 74°26′O / -48.517, -74.433. Existe plano de esta caleta en las cartas de navegación.
El fondeadero está en el centro de la caleta en 24 metros de agua sobre fango duro. Es un excelente tenedero para naves hasta de porte moderado. Queda muy protegido de los vientos del NW y N. No se experimentan rachas aunque en el canal Messier haya viento fuerte.
Al fondo del saco está el río George, en cuya desembocadura se puede varar una nave para reparar averías pues tiene fondo de arena y fango. En él se puede hacer aguada.

### Canal Farquhar
Mapa del canal
Ubicado en el lado continental del canal Messier y al SE de la isla del mismo nombre. Tiene una extensión de 11,5 millas en dirección SW-NE y luego, al virar hacia el SE, toma el nombre de estero Bernardo con un largo de 12 millas.
El canal termina en un gran ventisquero perteneciente al campo de Hielo Sur.

### Isla Middle
Mapa de la isla
Se encuentra en el lado oeste de la isla Farquhar. Es muy notable y divide el canal en dos pasos, ambos igualmente navegables, el Brazo del Este y el Brazo del Weste. Es pequeña de porte, tiene un largo máximo de 1,5 millas.
Tiene dos picos notables, el de más al norte de 660 metros de alto y el otro, en el sur, de 630 metros. Ambos visibles desde el norte en cuanto se ingresa al canal Messier.

### Bahía Tribune
Mapa de la bahía
Situada en el lado oriental del canal Messier. Es un buen surgidero para naves de cualquier tamaño y recomendado para aquellas que deban esperar marea o luz para navegar la angostura Inglesa.
El fondeadero recomendado, tiene profundidades entre 24 y 57 metros en fondo de arena, conchuela y fango, está protegido de los vientos del norte y noroeste.
En las proximidades de esta bahía se encuentra el bajo Cotopaxi. Una roca donde se sondan 4,5 metros de agua, actualmente señalado mediante un faro automático y en el cual, en 1889, se varó la nave inglesa Cotopaxi y posteriormente el Capitán Leonidas.

### Bahía Halt
Mapa de la bahía
Se encuentra cerca del extremo sur del canal Messier en la costa del continente. Sus coordenadas son 48°53′S 74°22′O / -48.883, -74.367.
En la parte exterior de la bahía pueden fondear naves de porte moderado en profundidades que varían entre 36 y 75 metros. Hay una aguada al norte del fondeadero.
En la parte interior del saco hay sondas de 47 metros en las que pueden fondear solo buques pequeños por su poco ancho.

### Bahía Liberta
Mapa de la bahía
Al sur de bahía Halt sobre la costa continental del canal Messier se encuentra esta bahía que tiene ¾ milla de boca y 2 millas de saco. Sus coordenadas son 48°55′S 74°22′O / -48.917, -74.367.
Al fondo de la bahía se halla el puerto Gray y al sur se abre bahía Flint la que no ha sido bien reconocida.
En la punta oeste de la costa norte de la bahía se encuentra el faro automático Bahía Liberta y a unos 150 metros al oeste del faro una baliza de madera muy visible desde el canal.

### Puerto Gray
Mapa del puerto
Se encuentra en coordenadas 48°55′S 74°21′O / -48.917, -74.350 sobre la costa este del canal Messier al fondo del saco de bahía Liberta.
Este puerto es apto solo para naves menores por sus reducidas dimensiones..
En el fondo del puerto hay una gran laguna de agua dulce a la que pueden entrar las embarcaciones menores en las mareas altas. Aquí se puede hacer aguada.

## Descripción costa oeste

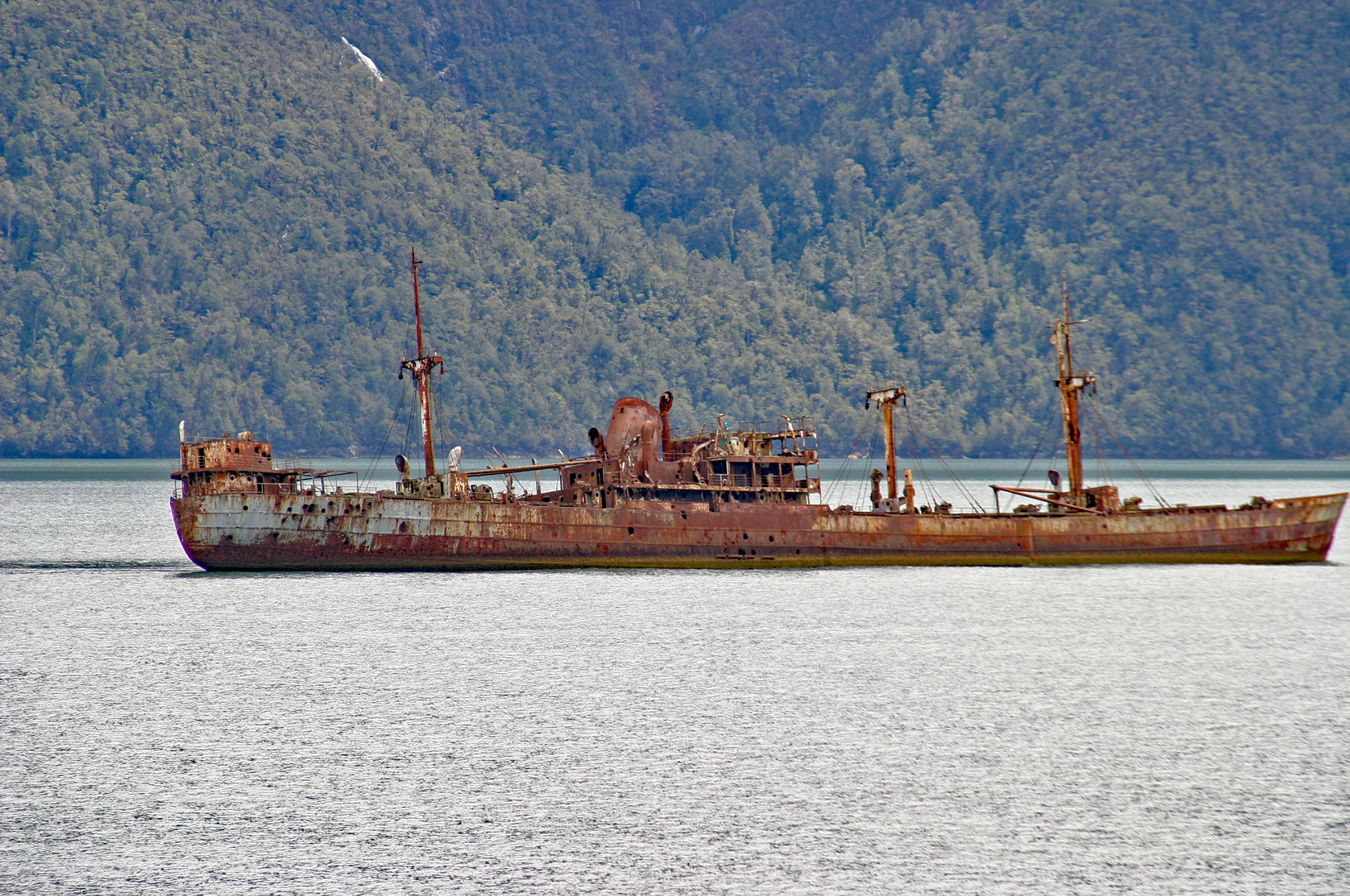
Restos del barco Capitán Leonidas que encalló en el Canal Messier en 1968.

### Archipiélago Wellington
Mapa del archipiélago
Varias islas de este gran archipiélago delimitan el costado occidental del canal Messier en toda su extensión.
Los nombres de las islas que lo delimitan son : Juan Stuven, Millar, Schafer, Little Wellington y Wellington.

### Isla Schafer
Mapa de la isla
Pertenece al archipiélago Wellington, es una de las más pequeñas del conjunto. Está entre la isla Millar por el norte y la isla Little Wellington por el sur. Tiene un largo de 5 millas en su eje N-S y de 2 millas en el eje E-W.
Por su lado sur se abre el gran seno Hornby que se interna entre las islas orientales del archipiélago Wellington.

### Seno Hornby
Mapa del seno
Situado casi a la altura de puerto Island de la costa opuesta. Su boca de casi 2 millas de ancho se abre entre la costa sureste de la isla Schafer y el extremo norte de la isla Wellington pero su paso navegable queda reducido a solo ½ nmi por la existencia de islotes y rocas dentro de él.
A este seno llegan algunos canales, pasos y senos del archipiélago Wellington, tales como el canal Barbarossa, el canal Albatross y el seno Otto.

### Abra Search
Mapa del abra
Se forma entre la parte sur de la península Thornton y el extremo NE de la Isla Wellington. Tiene 2¼ nmi de ancho entre el cabo Nelson por el norte y la punta Corbett por el sur.
Al término de la boca, 4 nmi, se bifurca en dos ramas: la más importante es el canal Adalberto que toma la dirección NNW y la otra es el seno Wald que es un estero cuyo saco se dirige hacia el sur.

### Canal Adalberto
Desemboca en el lado occidental del canal Messier entre las islas Little Wellington y Wellington.
Es una vía que comunica los canales Messier y Fallos. Su dirección general es E-W y su largo es de aproximadamente 22 millas marinas.

### Isla Moat
Mapa de la isla
Ubicada casi al extremo sur del canal Messier, lado occidental. Mide una milla de largo por una de ancho.
Tiene tres picos ubicados en dirección NNE-SSW, el del centro es el más elevado con 118 metros de altura. Tiene una gran mancha gris semejante a un castillo visible desde el norte muy útil para recalar a la entrada norte de la angostura Inglesa. En la costa NE hay instalada una baliza de 8 metros de alto.

### Caleta Hoskyn
Mapa de la caleta
Ubicada en el extremo sur del Canal Messier sobre la costa occidental de la entrada norte de la angostura Inglesa, en coordenadas 48°57′S 74°26′O / -48.950, -74.433.
Esta caleta es útil para las naves que navegando hacia el sur deban esperar hora para atravesar la angostura Inglesa. El surgidero recomendado está en 24 metros de profundidad en fondo de fango.
El inconveniente de esta caleta son las fuertes corrientes de marea que se sienten tanto en su entrada como en el fondeadero, pero para naves de tamaño moderado es preferible a bahía Halt.

## Señalización marítima
- En la isla Zealous, en su extremo SW, existe una baliza ciega de estructura piramidal de fierro.
- En la isla Millar existe el faro automático Isla Millar.
- En la isla Van der Maulen está instalado el faro automático Morro Cock.
- En la isla Middle existe el faro automático Isla Middle.
- En los islotes Dirección, en el de más al sur, se encuentra el faro automático Islote Dirección.
- En la isla Williams, en su extremo sur, existe el faro automático Isla Williams.
- Sobre el casco del ex Capitán Leonidas existe el faro automático Bajo Cotopaxi.
- En la costa este de la isla Daly se encuentra el faro automático Isla Daly.
- En el extremo oeste de la costa norte de bahía Liberta se encuentra instalado el faro automático Bahía Liberta y a 150 metros al oeste del faro hay una baliza cuadrangular de madera, muy visible desde la derrota del canal Messier.
- En la isla Moat, en su costa NE está instalada una baliza de fibra de vidrio de 8 metros de alto.